# A' Katīgoria 1965-1966
La A' Katīgoria 1965-1966 (in greco Πρωτάθλημα Α' Κατηγορίας) è stata la 27ª edizione della massima serie del campionato cipriota di calcio;; si concluse con l'affermazione finale dell'Omonia, che vinse il secondo titolo della sua storia.

## Stagione

### Novità
Vista l'assenza di promozione dalla B' Katīgoria 1964-1965 e le mancate retrocessioni nella precedente stagione le squadre rimasero identiche a quelle della scorsa edizione.

### Formula
Il torneo fu disputato da undici squadre che si incontrarono in gare di andata e ritorno per un totale di venti turni per squadra.
Furono assegnati tre punti in caso di vittoria, due in caso di pareggio e uno in caso di sconfitta. Non erano previste retrocessioni; in caso di arrivo in parità prevaleva il quoziente reti.

## Squadre partecipanti
| Club                | Città     | Stadio             | Stagione precedente |
| ------------------- | --------- | ------------------ | ------------------- |
| AEL Limassol        | Limassol  | Stadio GSO         | 3º in A' Katīgoria  |
| Alkī Larnaca        | Larnaca   | Vecchio Stadio GSZ | 9 in A' Katīgoria   |
| Anorthōsis          | Famagosta | Stadio GSE         | 5º in A' Katīgoria  |
| APOEL               | Nicosia   | Vecchio Stadio GSP | 1º in A' Katīgoria  |
| Apollōn Limassol    | Limassol  | Stadio GSO         | 6º in A' Katīgoria  |
| Arīs Limassol       | Limassol  | Stadio GSO         | 11º in A' Katīgoria |
| EPA Larnaca         | Larnaca   | Vecchio Stadio GSZ | 8º in A' Katīgoria  |
| Nea Salamis         | Famagosta | Stadio GSE         | 7º in A' Katīgoria  |
| Olympiakos Nicosia  | Nicosia   | Vecchio Stadio GSP | 2º in A' Katīgoria  |
| Omonia              | Nicosia   | Vecchio Stadio GSP | 4º in A' Katīgoria  |
| Pezoporikos Larnaca | Larnaca   | Vecchio Stadio GSZ | 10º in A' Katīgoria |

## Classifica finale
|                  | Pos. | Squadra             | Pt | G  | V  | N | P  | GF | GS | DR  |
| ---------------- | ---- | ------------------- | -- | -- | -- | - | -- | -- | -- | --- |
| Cipro (bandiera) | 1.   | Omonia              | 50 | 20 | 13 | 4 | 3  | 42 | 23 | +19 |
|                  | 2.   | Olympiakos Nicosia  | 49 | 20 | 14 | 1 | 5  | 60 | 30 | +30 |
|                  | 3.   | Nea Salamis         | 48 | 20 | 12 | 4 | 4  | 39 | 21 | +18 |
|                  | 4.   | Anorthōsis          | 43 | 20 | 8  | 7 | 5  | 41 | 31 | +10 |
|                  | 5.   | Pezoporikos Larnaca | 40 | 20 | 6  | 8 | 6  | 39 | 34 | +5  |
|                  | 6.   | Apollōn Limassol    | 38 | 20 | 7  | 4 | 9  | 25 | 32 | -7  |
|                  | 7.   | APOEL               | 37 | 20 | 7  | 3 | 10 | 43 | 29 | +14 |
|                  | 8.   | AEL Limassol        | 37 | 20 | 8  | 2 | 10 | 37 | 45 | -8  |
|                  | 9.   | Alkī Larnaca        | 37 | 20 | 6  | 5 | 9  | 27 | 39 | -12 |
|                  | 10.  | EPA Larnaca         | 35 | 20 | 6  | 3 | 11 | 20 | 33 | -13 |
|                  | 11.  | Arīs Limassol       | 25 | 20 | 2  | 1 | 17 | 17 | 73 | -56 |

### Verdetti
- Omonia campione di Cipro e qualificato alla Coppa dei Campioni 1966-1967.
- Apollōn Limassol qualificato alla Coppa delle Coppe 1966-1967 per la vittoria della Coppa di Cipro.

## Statistiche
Capocannoniere del torneo fu Panikos Efthymiades dell'Olympiakos Nicosia con 25 reti.